# Безсмъртна история
„Безсмъртна история“ (на френски: Une histoire immortelle) е френски филм от 1968 година, драма на режисьора Орсън Уелс по негов собствен сценарий, базиран на едноименния разказ на Карен Бликсен.
В центъра на сюжета е възрастен богат европейски търговец в Макао от края на XIX век, който решава да инсценира популярната из азиатските пристанища легенда за стар богаташ, който плаща на непознат моряк, за да спи с жена му и тя да роди дете. Главните роли се изпълняват от Жана Моро, Норман Ешли, Орсън Уелс, Роже Кожио.
„Безсмъртна история“ е номиниран за наградата „Златна мечка“.